# Agalinis calycina
Agalinis calycina är en snyltrotsväxtart som beskrevs av Francis Whittier Pennell. Agalinis calycina ingår i släktet Agalinis och familjen snyltrotsväxter. Inga underarter finns listade i Catalogue of Life.